# Stephen Mann (chimiste)
Stephen Mann,, (né le 1er avril 1955) est professeur de chimie, codirecteur du Max Planck Bristol Center for Minimal Biology, directeur du Center for Organized Matter Chemistry , directeur du Center for Protolife Research  et directeur du Bristol Center for Functional Nanomaterials  à l'Université de Bristol.

## Éducation
Mann obtient un baccalauréat ès sciences en chimie de l'Institut des sciences et technologies de l'Université de Manchester en 1976 et un doctorat de l'Université d'Oxford en 1982 sous la supervision du professeur Robert Williams.

## Carrière
Après son doctorat en philosophie, Mann est élu à une bourse de recherche junior au Keble College de l'Université d'Oxford , puis devient maître de conférences à l'Université de Bath en 1984  où il est nommé professeur titulaire en 1990. Il part à l'Université de Bristol en 1998 .

## Recherches
Les recherches de Stephen Mann portent sur la synthèse chimique, la caractérisation et l'émergence de formes complexes de matière organisée. Ses activités de recherche comprennent la biominéralisation ,, la chimie des matériaux biomimétiques , la synthèse et l'auto-assemblage d'objets nanométriques , les nanomatériaux fonctionnels, la complexité et le comportement émergent dans les nanostructures hybrides , et le solvant -protéines liquides libres . Ses travaux portent ensuite sur la conception et la construction de protocellules synthétiques . Mann a publié plus de 550 articles scientifiques avec un indice h actuel de 125 et plus de 64 000 citations . 
Mann est élu membre de la Royal Society en 2003 . Il reçoit la médaille et prix Corday-Morgan, Royal Society of Chemistry, en 1991 , devenant membre de la Société royale de chimie en 1996. Il reçoit la Médaille Davy en 2016  et devient membre de l'Academia Europaea en 2020.